# Parasmodix
Parasmodix is een monotypisch geslacht van spinnen uit de  familie van de Thomisidae (krabspinnen).

## Soort
- Parasmodix quadrituberculata Jézéquel, 1966